# Ich habe meine Zuversicht
Ich habe meine Zuversicht (J'ai placé ma confiance) (BWV 188) est une cantate religieuse de Johann Sebastian Bach.

## Histoire
La cantate a été composée à Leipzig en 1728 et vraisemblablement créée le 17 octobre de cette année à l'occasion du vingt et unième dimanche après la Trinité. Pour cette destination liturgique, trois autres cantates ont franchi le seuil de la postérité : les BWV 38, 98 et 109. Néanmoins, il n'est pas impossible que la création ait eu lieu en 1729. Il manque en effet les dix premières pages du manuscrit qui en comptait 18. Le matériau se trouve disséminé parmi diverses collections publiques et privées. Le livret est de Picander pour les deuxième et cinquième mouvements et d'auteurs inconnus pour les autres mouvements.
Le thème musical est tiré du cantique Wo soll ich fliehen hin/Auf meinen lieben Gott du compositeur Jacob Regnart, publié pour la première fois en 1674.

## Structure et instrumentation
La cantate est écrite pour soprano, contralto, ténor et basse, chœur, deux hautbois, taille (haubois ténor), deux violons, alto, orgue obligato et basse continue.
Il y a six mouvements :
1. sinfonia
2. aria (ténor) : Ich habe meine Zuversicht
3. récitatif : Gott meint es gut mit jedermann
4. aria (alto) : Unerforschlich ist die Weise
5. récitatif (soprano) : Die Macht der Welt verlieret sich
6. choral : Auf meinen lieben Gott

La symphonie d'ouverture, résultant probablement d'un concerto pour violon perdu, a plus tard été réutilisée par Bach lui-même dans le troisième mouvement du concerto pour clavecin BWV 1052, écrit à Leipzig en 1738.

## Musique
La sinfonia d'ouverture provient d'un concerto pour clavecin en ré mineur, BWV 1052.
L'aria de ténor a été comparée à des mouvements à la fois d'une suite française et la cinquième suite anglaise. Elle s'ouvre sur une ritournelle de cordes doublée par le hautbois, les deux parties se déplaçant en contrepoint après l'entrée du ténor. D'un point de vue formel, le mouvement A est constitué d'une section prolongée en deux parties avant de passer à une section B remarquable pour son accent mis sur l'instrumentation des arpèges.
Le récitatif de la basse est secco et se conclut avec un arioso pastoral.
L'aria de l'alto en mi mineur est « sombre et dramatique », avec violoncelle et orgue obbligato. La ligne d'orgue est complexe, ce qui contribue à un mouvement qui est  « un kaléidoscope complexe et en constante évolution de rythmes et de mélodies richement enlacés ».
Le récitatif de soprano est court et accompagné par les cordes en accords. Le dernier mouvement est une disposition en quatre parties de la mélodie de choral, doublée par le hautbois, la taille et les cordes.

## Source
- (it) Cet article est partiellement ou en totalité issu de l’article de Wikipédia en italien intitulé « Ich habe meine Zuversicht » (voir la liste des auteurs).